# شریفعلی سرا
شریفعلی سرا، روستایی از توابع بخش اتاقور شهرستان لنگرود در استان گیلان ایران است.

## جمعیت
این روستا در دهستان اتاقور قرار دارد و براساس سرشماری مرکز آمار ایران در سال ۱۳۸۵، جمعیت آن ۵۲ نفر (۱۰خانوار) بوده‌است.